# Péter Mária
Péter Mária, született Stern Mária, férjezett Zinner Miklósné (Budapest, 1900. február 11. – Budapest, 1990. május 6.) magyar festőművész.

## Élete
Stern Károly ügynök és Goldschmied Regina (1866–1907) leányaként született. A Képzőművészeti Főiskolán képezte magát, ahol Deák-Ébner Lajos, Fényes Adolf és Glatter Gyula növendéke volt. 1923-tól tagja volt a szolnoki művésztelepnek. 1928-ban kollektív tárlata volt az Ernst Múzeumban, majd a Szinyei Merse Pál Társaság kiállításain szerepelt több alkalommal. 1927–1928-ban Párizsban járt tanulmányúton, de később Olaszországban is időzött, ahol számos festményt készített Szicília szigetén. Nemzetközi kiállításokon is részt vett Barcelonában, Oslóban, Krakkóban, Amszterdamban és Stockholmban. Főleg figurális képeket és portrékat festett erősen egyszerűsítve, melyeken modern francia hatás érződött. Tagja volt a Munkácsy-céhnek.
Férje Zinner Miklós (1895–1961) cégvezető volt, akihez 1931. október 25-én Budapesten ment nőül.